# Lance Berwald
Lance Patrick Berwald (Minneapolis, 5 de agosto de 1961) es un exjugador de baloncesto profesional estadounidense, cuya mayor parte de su carrera deportiva se desarrolló en distintos equipos de élite europeos. Con 2,04 metros de altura, jugaba en la posición de pívot

## Biografía
Se formó como jugador en las universidades de Nebraska y North Dakota State. Fue elegido en la quinta ronda del draft de 1984 en la posición 115 por Los Angeles Lakers, siendo hasta la fecha el único jugador de North Dakota State que ha sido drafteado.
Ante la imposibilidad de jugar en la NBA, en el verano de 1985 decide dar el salto a Europa y ficha por el Challans de la LNB francesa. En la temporada 1986/87 llega a España para jugar en el Tenerife N.º 1 de la Primera B.  En la 87/88 ficha por el Askatuak de la misma división, conjunto con el que logra el ascenso a la liga ACB.
Su debut en la ACB se produce en la temporada 1988/89 en las filas del Collado Villalba con el que promedió 20 puntos y 10 rebotes en su primer año y 18 puntos y 11,1 rebotes en la segunda temporada que militó en sus filas.
En el verano de 1990 firma por el TDK Manresa donde permaneció durante dos temporadas y su última experiencia en España fue en las filas del Cáceres C.B. en la temporada 1992/93.
Las dos siguientes campañas se marchó a jugar a la liga HEBA enrolado en las filas del Peristeri BC con el que llegó a ganar una Copa Korac. En la temporada 1995/96 tuvo una breve experiencia en el también conjunto griego del Papagou tras la cual se decidió a colgar las botas.